# Maesa jaffrei
Maesa jaffrei är en viveväxtart som beskrevs av Maurice Schmid. Maesa jaffrei ingår i släktet Maesa och familjen viveväxter. Inga underarter finns listade i Catalogue of Life.